# Remungol
Remungol (en bretó Remengol) és un municipi francès, situat a la regió de Bretanya, al departament d'Ar Mor-Bihan. L'any 2006 tenia 920 habitants.

## Demografia
| 1962                                       | 1968  | 1975 | 1982 | 1990 | 1999 |
| ------------------------------------------ | ----- | ---- | ---- | ---- | ---- |
| 945                                        | 1.026 | 951  | 948  | 890  | 863  |
| Des de 1962: població sense dobles comptes |       |      |      |      |      |

## Administració
| Període | Identitat       | Partit |
| ------- | --------------- | ------ |
| 2001-   | André Guillemet |        |